# Derek Barton
Sir Derek Harold Richard Barton (8 tháng 9 năm 1918 - 16 tháng 3 năm 1998) là một nhà hóa học hữu cơ người Anh từng đạt giải Nobel.
Bố mẹ của Barton là ông bà William Thomas và Mauda Henrietta Barton. Năm 1938, Barton vào học tại Imperial College London.Ông tốt nghiệp năm 1940. Năm 1942, ông nhận bằng Tiến sĩ Hóa học hữu cơ. Từ đó cho đến năm 1944, ông tham gia nghiên cứu cho chính phủ. Từ 1944 đến 1945, Barton làm việc cho công ty Albright and Wilson tại Birmingham. Sau đó, ông trở thành giáo sư giảng dạy tại khoa Hóa của Imperial College. Trong khoảng từ 1949 và 1950, Barton được mời giảng dạy bộ môn Hóa học các hợp chất tự nhiên tại đại học Harvard. Vào năm 1955, ông được giao chức vụ giáo sư hóa học Regius ở đại học Glasgow và vào năm 1957, ông được chỉ định làm Giáo sư hóa học hữu cơ tại Imperial College.
Năm 1969, Barton được trao giải Nobel Hóa học cho "những đóng góp trong việc phát triển khái niệm về cấu trúc của hợp chất hóa học trong không gian".
Ngoài những nghiên cứu vè cấu trúc trong không gian của các hợp chất hữu cơ, Barton còn được biết đến với nhiều phản ứng hóa học, trong đó có phản ứng Barton-McCombie.
Barton kết hôn ba lần và có một con trai với người vợ đầu. Ông mất tại College Station, Texas.